# Angelo De Donatis
Angelo De Donatis (Casarano, 4. siječnja 1954.) talijanski je katolički prelat. Veliki pokorničar je od travnja 2024. Bio je kardinalski vikar (službeno generalni vikar Njegove Svetosti) i nadsvećenik Nadbazilike svetog Ivana Lateranskog od 2017. do 2024. godine.
Papa Franjo je 20. svibnja 2018. najavio da će De Donatisa imenovati kardinalom na sljedećem konzistoriju.